# セキセイ
セキセイ株式会社は、ファイル、ノートパッドなどのオフィス用文具を扱う会社である。
本社は大阪府大阪市阿倍野区と東京都文京区にあり、二社体制をとっている。
ブランド名を多数持っており、ファイルに使われる「SEDIA」などが主である。ボックスファイル、書類ケース、ラミネートなどのほか、医療用の事務用品、写真用アルバムなども生産している。

## 主なブランド
- sedia
- SEPAL
- AZONX
- HARPER　HOUSE
- playing
- COMIX
- カケルアルバム

他

## 主な商品
ファイル、ラック、ケース、ラミネーター、アルバム、封筒　他